# Ub
Ub (Servisch: Уб) is een gemeente in het Servische district Kolubara.
Ub telt 32.104 inwoners (2002). De oppervlakte bedraagt 456 km², de bevolkingsdichtheid is 70,4 inwoners per km².

## Plaatsen in de gemeente
| - Banjani - Bogdanovica - Brgule - Brezovica - Vrelo - Vrhovine - Vukona - Gvozdenović - Gunjevac - Dokmir - Zvizdar - Joševa - Kalenić | - Kalinovac - Kožuar - Kršna Glava - Liso Polje - Lončanik - Milorci - Murgaš - Novaci - Paljuvi - Pambukovica - Radljevo - Raduša - Ruklada | - Slatina - Sovljak - Stublenica - Takovo - Tvrdojevac - Trlić - Trnjaci - Tulari - Ub - Crvena Jabuka - Čučuge - Šarbane |

## Geboren
- Dragan Džajić (1946), voetballer